# 2022年俄羅斯撤離頓涅茨克及盧甘斯克地區居民
2022年2月开始，乌克兰东部的两个受俄羅斯傀儡政權顿涅茨克及卢甘斯克人民共和国控制地區的居民被俄罗斯撤離至其本土境內。截至3月22日，已有近347,000人从頓涅茨克、卢甘斯克人民共和国以及乌克兰其他地區抵达俄本土。

## 疏散
2022年2月18日頓涅茨克人民共和國领导人杰尼斯·普希林宣布，由于受到来自乌克兰的威胁，頓涅茨克人民共和國居民将疏散到俄罗斯。后来，卢甘斯克人民共和国領導人列昂尼德·帕谢奇尼克也宣佈境內平民疏散至俄罗斯。然而，乌克兰否认會对这两个被佔領土发动进攻。2月19日，第一列疏散列车启程前往俄罗斯。据俄羅斯聯邦緊急情況部称，自兩個共和國宣布疏散后的头两天，已有50,000名來自頓巴斯地區的居民抵达俄罗斯。
不過乌克兰当局表示，顿涅茨克和卢甘斯克地區的大多数人並没有离开家园。有些人离开是僅僅是出於恐惧，而並不是擔心乌克兰會进攻。俄罗斯总统弗拉基米尔·普京的新闻秘书德米特里·佩斯科夫表示，他對頓涅茨克人民共和國正在发生的事情並不了解。